# Sagitario Films
Sagitario Films fue una productora cinematográfica española que estuvo activa entre 1947 y 1951. Fundada por el empresario y ex general nazi Johannes Bernhardt, produjo 10 películas de directores como Antonio del Amo, Manuel Mur Oti, Luis Escobar, Arturo Ruiz Castillo y Edgar Neville.

## Fundación y trayectoria
Johannes Bernhardt, antiguo banquero y hombre de negocios, además de espía y embajador en la sombra de Hitler en Madrid, era el máximo responsable de Sofindus, un conglomerado de empresas alemanas que actuaban en la España del primer franquismo, y cuyo campo de actuación se extendía por España y Portugal. Se dedicaba a actividades muy diversas, muchas ilegales, desde el mundo editorial (Ediciones Nueva Época) hasta empresas de transporte, bancos y navieras... Bernhardt aprovechó la deuda contraida por España por el armamento alemán que llegó a las tropas franquistas desde 1936, para mediar en todas las exportaciones clandestinas de materias primas –incluido el wolframio– durante la Segunda Guerra Mundial. Al finalizar la contienda, Bernhardt creó la productora cinematográfica Sagitario Films, la distribuidora Europa Films y financió la compra de los madrileños estudios Cinearte mediante testaferros porque la legislación española no permitía que hubiera capital extranjero. Esas empresas eran tapaderas para gastar, en España, millones de pesetas inmovilizadas tras la derrota del Tercer Reich, en 1945.
El guionista Manuel Mur Oti buscaba entonces financiación para producir su primer guion que iba a dirigir su amigo Antonio del Amo. Otro amigo, Santiago Peláez, que era auditor-contable de las Ediciones Nueva Época, le recomendó contactar con Bernhardt. Mur Oti le expuso el negocio y así nació la productora Sagitario Films, de la que se consideraba el ideólogo artístico por haber decidido su nombre y creado el logotipo. Sagitario Films aparece citado oficialmente el 25 de marzo de 1947, cuando se registra de forma oficial la solicitud del permiso de rodaje del largometraje Cuatro mujeres. El rodaje se retrasó por culpa de la censura, a la que no gustó el guion de Mur Oti, y la película se estrenó el 8 de diciembre de aquel año.
La productora abrió sus puertas a muchos profesionales, o aspirantes a serlo, que a priori no parecían destinados a trabajar para unos auténticos nazis, como los describió Fernando Fernán-Gómez en sus memorias o también Orson Welles y Michel Boisrond relatando una entrevista con posibles inversionistas en Madrid a princios de los años 1950. Para entenderlo, es necesario recurrir a las amistades anteriores a la guerra civil que explican los años cuarenta en el cine español. Allí se concentró un buen puñado de antiguos republicanos, de Manuel Mur Oti, que fue a parar a un campo de prisioneros después de la guerra, a Arturo Ruiz Castillo, el guionista Antonio Vich, el compositor Jesús García Leoz, los operadores Juan Mariné (que también había pasado por campos de concentración en Francia y en España) y Manuel Berenguer, o el viejo comunista Antonio del Amo, que había hecho cine de propaganda durante la Guerra Civil lo que le valió una condenación a muerte. Por otro lado, uno de los mejores amigos de Bernhardt era el aristócrata, político y publicista José Ignacio Escobar y Kirkpatrick, hermano de Luis Escobar que dirigía el teatro nacional de Falange y al que facilitó su segunda y última película, La canción de Malibran. En cuanto al diplomático Edgar Neville, que se había pasado de la embajada de Londres a los organismos de propaganda del bando sublevado, era amigo de ambos y antiguo colaborador del periódico de José Ignacio Escobar, La Época. Realizó uno de los films emblemáticos del período, El señor Esteve (1948), así como Cuento de hadas (1951), que sigue desaparecida. Sagitario Films también financió otras dos películas dirigidas por Antonio del Amo, El huésped de las tinieblas y Alas de juventud.
La productora terminó hundiéndose en 1951, descapitalizada cuando Bernhardt y varios de sus socios alemanes acabaron fijando su residencia en la Argentina peronista, para escapar del asfixiante cerco al que les sometían los Aliados, llevándose los millones de pesetas de Sofindus, que pasaron a ser atesoradas por algunas instituciones de crédito alemanas situadas en Buenos Aires, así como diversos negocios agropecuarios. Los estudios Cinearte todavía funcionaron durante décadas. El patrimonio de Sagitario Films se perdió en parte en el incendio que arrasó los Laboratorios Arroyo en 1959; de las diez películas que produjo, tres se han perdido, y de las demás sólo quedan copias en mal estado.

## Películas producidas
En sus cinco años de actividad, produjo diez películas:
- 1947: Cuatro mujeres, Antonio del Amo
- 1948: El huésped de las tinieblas, Antonio del Amo
- 1948: La fiesta sigue, Enrique Gómez
- 1949: Alas de juventud, Antonio del Amo
- 1949: Un hombre va por el camino, Manuel Mur Oti
- 1950: El señor Esteve, Edgar Neville
- 1950: Gente sin importancia, José González de Ubieta
- 1951: La canción de La Malibrán, Luis Escobar
- 1951: Cuento de hadas, Edgar Neville
- 1952: Malaire (rodada en 1950), Gilbert Dupé y Alejandro Perla